# Epinicus
Epinicus est un dignitaire byzantin qui occupe diverses fonctions administratives sous Zénon (474-491) et l'usurpateur Basiliscus (475-476).

## Biographie
Epinicus est originaire de Phrygie dans l'actuelle Turquie. Une dédicace qui lui est dédiée a été retrouvée près de la cité de Meirus qui pourrait suggérer qu'il y est né. Il gère notamment les importantes propriétés d'un dignitaire du nom d'Urbicius. Par son intermédiaire, il rencontre l'impératrice Vérine dont il devient un proche conseiller. Il devient notamment comte du domaine privé. Au moment de l'accession au pouvoir de Zénon en 474, il occupe la fonction de comte des largesses sacrées et il soutient rapidement l'usurpateur Basiliscus quand celui-ci s'empare du pouvoir en 475. Il est alors promu à la fonction de préfet du prétoire d'Orient, un poste de premier ordre dans l'Empire byzantin, couplé à l'obtention de la dignité de patrice et de celle de consul honoraire. Il est bientôt taxé d'avarice et souffre d'une grande impopularité en raison de mesures fiscales particulièrement sévères, qui conduisent à son remplacement par Laurentius.
En 476, il semble abandonner Basiliscus au profit de Zénon, alors réfugé en Isaurie et qui reprend bien vite son trône. En 478, il complote contre le consul Illus et est exilé en Isaurie. Quand il révèle que la conspiration a été tramée par Vérine, il obtient le pardon impérial et se réconcilie avec Illus. Toutefois, dès 480, il fait partie d'une autre conspiration avec Dionysius et Thraustila, dont l'origine est assez mystérieuse. Selon Vincent Puech, la participation d'Epinicus semble indiquer que Vérine est à nouveau impliquée dans une tentative de renversement de Zénon. Quoi qu'il en soit, les trois hommes sont arrêtés quand leurs plans sont dévoilés.
Selon Jean d'Antioche, il aurait occupé la fonction de préfet de Constantinople vers 478, ce qui peut poser problème étant donné qu'il s'agit d'une fonction moins importante que celle de préfet du prétoire d'Orient qu'il occupe en 475-476. Cependant, le fait que ce dernier office ait été détenu sous un usurpateur, le rendant donc caduc, pourrait résoudre la difficulté et expliquer la détention d'un poste de rang moindre.

## Sources
- (en) Martindale, Jones et Morris, The Prosopography of the Later Roman Empire- Volume II, AD 395–527, Cambridge University Press, 1980, 1342 p. (ISBN 978-0-521-20159-9, lire en ligne).
- Vincent Puech, « Élites urbaines et élites impériales sous Zénon (474-491) et Anastase (474-518) », Topoi, vol. 15/1,‎ 2007, p. 379-396 (lire en ligne).
- Vincent Puech, Les élites de cour de Constantinople (450-610), Ausonius éditions, coll. « Scripta Antiqua 155 », 2022